# Reducción del riesgo de desastres

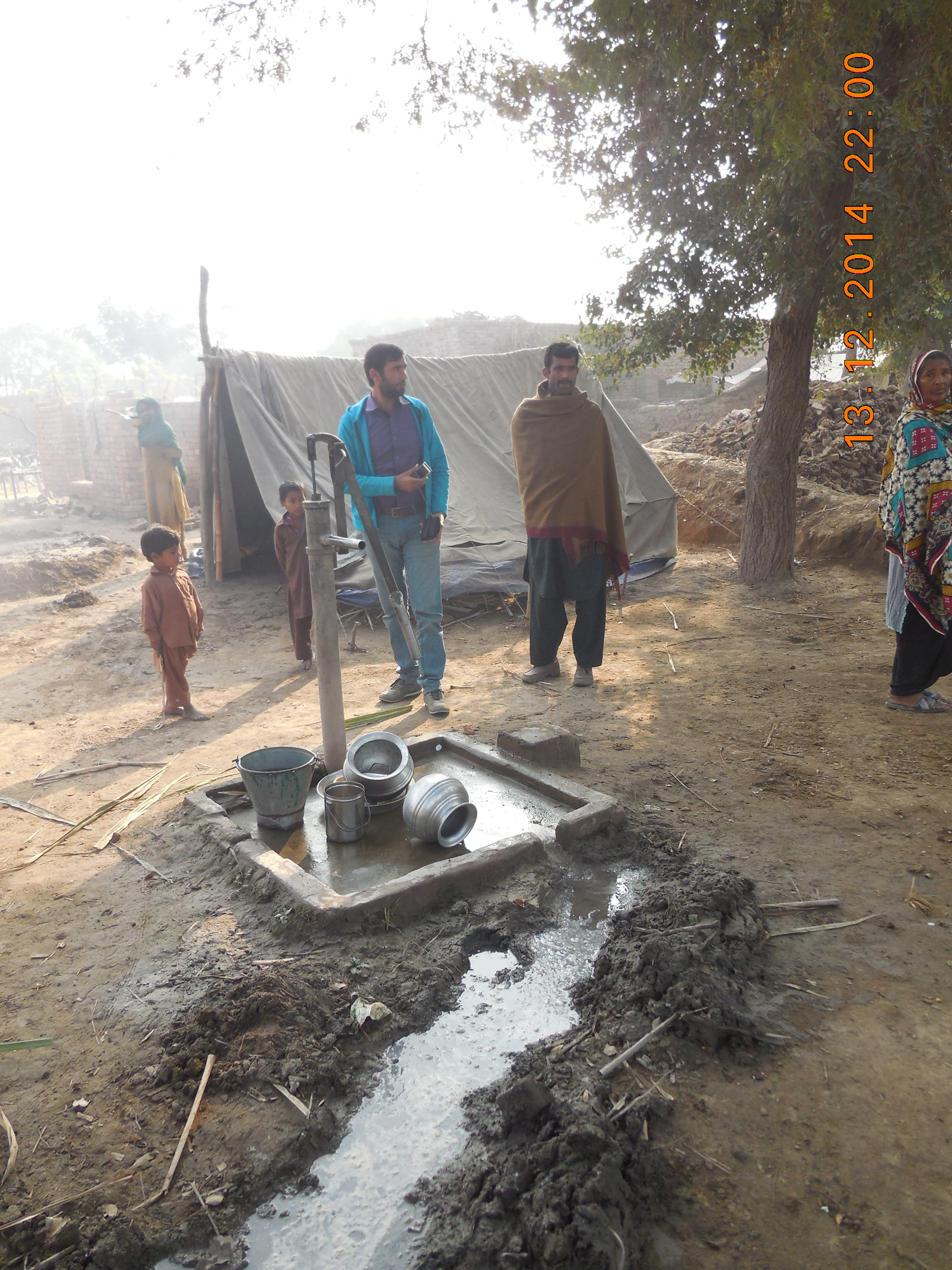
Agua, saneamiento e higiene (a veces abreviados con las siglas inglesas WASH) son fundamentales en los desastres, para prevenir epidemias.

La reducción del riesgo de desastres (DRR por sus siglas en inglés) es un planteamiento sistemático para identificar, evaluar y reducir los riesgos de desastres. Pretende reducir las vulnerabilidades socioeconómicas a los desastres, así como incidir en el medio ambiente y otros peligros que los provocan. La DDR ha sido fuertemente influida por el conjunto de investigaciones sobre vulnerabilidad que se han publicado desde mediados de la década que empezó en 1971. Es responsabilidad tanto de las agencias de desarrollo como de las de emergencias. Debería ser una parte integral del trabajo de estas organizaciones, no un añadido ni algo puntual. La DRR es muy amplia: su alcance es mucho mayor y más profundo que la administración de desastres convencional. Hay potencial para iniciativas de reducción del riesgo de desastres en casi cada sector de ayuda humanitaria y desarrollo.
La definición de DRR más comúnmente citada es la utilizada por agencias de ONU como la Oficina de las Naciones Unidas para la Reducción del Riesgo de Desastres (UNISDR por sus siglas en inglés) o el Programa de las Naciones Unidas para el Desarrollo (PNUD): «El marco conceptual de elementos considerado con las posibilidades de minimizar las vulnerabilidades y riesgos de desastre de una sociedad, de evitar (prevención) o de limitar (atenuación y preparación) los impactos adversos de los peligros, dentro del contexto amplio del desarrollo sostenible.»

## Contexto

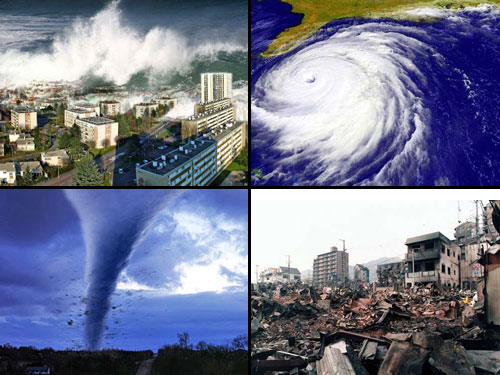
Diferentes tipos de desastres

Solo se dedica a prevención el 4 % de los 10 millardos de dólares estadounidenses ($) que se estima se emplean anualmente en ayuda humanitaria, y sin embargo cada $ gastado en reducir riesgos ahorra entre 5 y 10 $ en pérdidas económicas por desastres.

## Desarrollo del concepto y planteamiento
La evolución de la teoría y la práctica de gestión de desastres desde la década que empezó en 1971 ha visto una progresivamente más amplia y profunda comprensión de por qué ocurren desastres, acompañada de enfoques holísticos más integrados para reducir su impacto en la sociedad. El paradigma moderno de gestión de desastres —la reducción del riesgo de desastres (DRR)— representa el último paso de este camino. La DRR es un concepto relativamente nuevo en términos formales, pero comprende la mayor parte de la teoría y práctica anteriores. Está siendo ampliamente adoptada por agencias internacionales, gobiernos, planificadores y organizaciones de la sociedad civil.
Muchos consideran que el calentamiento mundial tiene un impacto directo en la prevalencia y seriedad de los desastres, así como en un futuro aumento de su frecuencia. Se están haciendo crecientes esfuerzos para enlazar más estrechamente la DRR y la adaptación al calentamiento global, tanto en políticas como en la práctica.
La DRR es concepto tan amplio que resulta difícil definirlo o explicarlo con detalle, a pesar de que la idea general es bastante clara. Inevitablemente hay definiciones diferentes en la literatura técnica, pero generalmente se entiende que significa la elaboración y aplicación de políticas, estrategias y prácticas que minimicen las vulnerabilidades y riesgos de desastres de toda la sociedad. El término "gestión del riesgo de desastres" (DRM por sus siglas en inglés) se utiliza a menudo en el mismo contexto y para significar generalmente lo mismo: un enfoque sistemático para identificar, evaluar y reducir toda clase de riesgos asociados con peligros y actividades humanas. Se aplica más correctamente a los aspectos operativos de la DRR: según esto la DRM sería la aplicación práctica de iniciativas DRR.

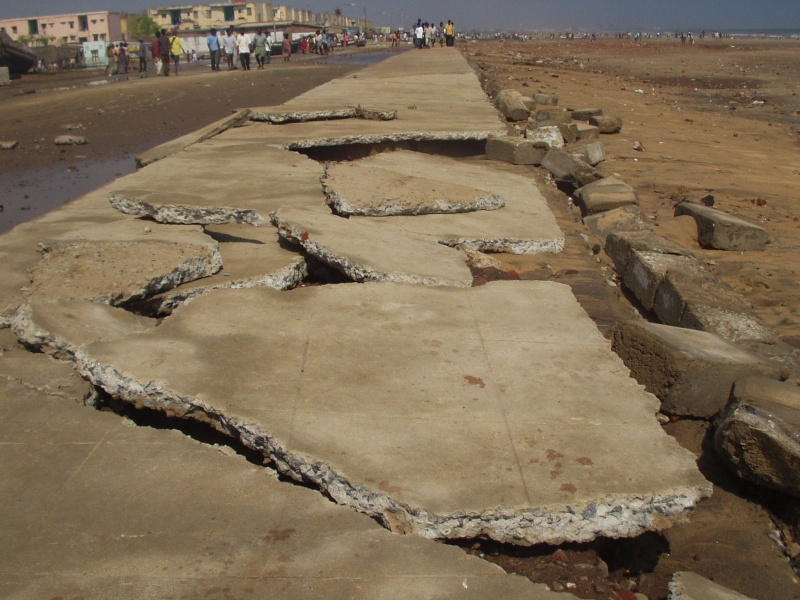
Daños en Chennai tras el terremoto de 2004 en el Océano Índico

Hay crecientes demandas de mayor claridad en los componentes de la DRR y en los indicadores de progreso hacia la resiliencia —un reto que la comunidad internacional asumió en la conferencia Mundial de la ONU sobre reducción de desastres (WCDR por sus siglas en inglés) celebrada en Kobe, Japón, en 2005, solo días después del terremoto del océano Índico en 2004. Esta WCDR empezó el proceso de llevar a agencias internacionales y gobiernos nacionales más allá de la retórica imprecisa de la mayoría de declaraciones políticas y hacia la fijación de compromisos y objetivos claros para la DRR. El primer paso en este proceso fue la aprobación formal en el WCDR de marco de Hyogo para la acción (2005–2015). Fue el primer marco internacionalmente aceptado para la DRR. Estableció una secuencia ordenada de objetivos (resultados–metas estratégicas-prioridades), con 5 prioridades para la acción que intentaban para "capturar" las principales áreas de las intervenciones DRR. La plataforma mundial bienal de la ONU para la reducción del riesgo de desastres proporcionó una oportunidad para la ONU y sus países miembros para revisar su progreso en el marco de Hyogo. La primera sesión de esta plataforma se celebró del 5 al 7 de junio de 2007 en Ginebra, Suiza, donde la UNISDR tiene su sede. Las siguientes plataformas mundiales se celebraron en junio de 2009, mayo de 2011 y mayo de 2013, todas en Ginebra. El acuerdo sucesor al marco de Hyogo se adoptó en la Conferencia Mundial sobre Reducción de Riesgo de Desastres celebrada del 14 al 18 de marzo de 2015 en la ciudad japonesa de Sendai. Se conoce como el marco de Sendai para la reducción del riesgo de desastres (2015-2030).
Las iniciativas de la ONU han ayudado a refinar y promover el concepto de DRR a nivel internacional. Fueron inicialmente estimuladas por la designación de la ONU de 1991-2000 como la Década Internacional para la Reducción de los Desastres Naturales. En 1999 los países miembros de la ONU aprobaron la Estrategia Internacional para Reducción de Riesgo del Desastre, la cual reflejó un cambio del enfoque tradicional: más que en responder a los desastres hay que centrar los esfuerzos en reducir sus daños a través de una "cultura de prevención".

## Aspectos y retos de la reducción del riesgo de desastres

### Prioridades
Según Kluver (1996) es poco realista esperar progresos en todos los aspectos de la DRR: las capacidades y los recursos son insuficientes. Los gobiernos y otras organizaciones tienen que tomar lo que realmente son "decisiones de inversión", escogiendo en qué aspectos de DRR invertir, cuándo y en qué orden. Esto se complica por el hecho de que muchas de las intervenciones aconsejadas son de desarrollo más que directamente de DRR. La mayoría de las guías DRR obvia este asunto. Una manera de centrarse es considerar solo las acciones específicamente dirigidas a reducir el riesgo de desastres. Esto al menos distinguiría la DDR de esfuerzos más generales hacia un desarrollo sostenible. El concepto de "desarrollo invulnerable" intenta esto: en esta formulación el desarrollo invulnerable es el dirigido a reducir la vulnerabilidad a desastres, comprendiendo las «decisiones y actividades intencionadamente diseñadas y aplicadas para reducir riesgo y susceptibilidad, y también para aumentar la resistencia y la resiliencia ante desastres».
La investigación ha mostrado el impacto de una mayor inversión en preparación eficaz frente a desastres, porque los beneficios de reducir las pérdidas humanas superan de largo a los costes. Un estudio de caso en Níger mostró resultados positivos en beneficios y costes en todos los escenarios considerados. Se modelaron 3 escenarios diferentes: desde el nivel absoluto de pérdidas por desastre hasta la reducción potencial en pérdidas por desastres y el flujo de fondos descontados. Se estimó que cada $ gastado en preparación eficaz frente a desastres resultó en 3,25 $ de beneficio en el escenario más conservador. Esto aumentó a 5,31 $ de beneficio para el escenario menos conservador.

### Asociaciones y coordinación entre organizaciones
Ningún grupo ni organización pueden abordar en solitario todos los aspectos de la DRR. Según este enfoque los desastres son problemas complejos que reclaman una respuesta colectiva. La coordinación, incluso en la gestión convencional de emergencias es difícil, porque muchas organizaciones pueden converger en una área de desastre para ayudar. Bajo el prisma de la DRR, las relaciones entre tipos de organizaciones y entre sectores (público, privado y sin ánimo de lucro, así como comunidades) devienen mucho más extensas y complejas. Una correcta DRR requiere fuertes conexiones verticales y horizontales (las relaciones centrales-locales se vuelven importantes). En términos de implicación de la sociedad civil, esto debería suponer amplias miras sobre qué tipos de organizaciones aceptar (por ejemplo ONG convencionales, sindicatos, instituciones religiosas, radioaficionados —como en EE. UU. o la India—, universidades e instituciones de investigación).

### Comunidades y sus organizaciones
La gestión tradicional de emergencias (protección civil) asume 2 supuestos erróneos sobre comunidades. Primero, ve otras formas de organización social (organizaciones voluntarias o comunitarias, agrupaciones sociales informales y familias) como irrelevantes en la acción de emergencia. Las acciones espontáneas por los grupos o comunidades afectadas (p. ej., búsqueda y rescate) se consideran como irrelevante o perturbadoras del trabajo de los rescatistas profesionales, porque no son controlados por las autoridades. La segunda suposición es que los desastres producen víctimas "pasivas", las afectadas por crisis nerviosas o comportamientos disfuncionales (egoísmo patológico, pánico, saqueo). Por tanto necesitan que les digan lo que tienen que hacer, y su comportamiento debe ser controlado —en casos extremos, a través de la imposición de la ley marcial. Abundantes investigaciones sociológicas refutan estos "mitos".
Un punto de vista alternativo, respaldado por un volumen considerable de investigaciones, resalta la importancia de comunidades y organizaciones locales en la gestión del riesgo de desastres. Una gestión local se justifica porque responde a necesidades y problemas locales, aprovecha la pericia y conocimiento locales, es eficiente en costes, mejora la probabilidad de sostenibilidad a través de la apropiación "genuina" de los proyectos (la gente del lugar los hace suyos), fortalece las capacidades técnicas y organizativas comunitarias, y faculta a las personas para afrontar el reto que supone el desastre y otros. Las organizaciones y personas locales son los actores principales en la reducción de riesgo y la respuesta de desastre en cualquier caso. Consiguientemente, se ha visto que comprender el capital social ya existente en la comunidad puede ayudar mucho a reducir el riesgo comunitario.

#### Aprendizaje de una comunidad colombiana
Grandes inundaciones afectaron a la mayoría de las 32 regiones de Colombia entre 2010 y 2012. Unos 3,6 millones de personas se vieron perjudicadas. El 24 de abril de 2012 el presidente Juan Manuel Santos promulgó una ley para mejorar la respuesta a los desastres naturales y su prevención, tanto a nivel nacional como local. La Universidad del Norte, con sede en Barranquilla, ha investigado cómo una comunidad reaccionó a la destrucción causada por las inundaciones, en un esfuerzo para hacer a las comunidades colombianas más resilientes a acontecimientos similares que puedan ocurrir en el futuro. Con financiación de la Alianza Clima y Desarrollo, el equipo del proyecto pasó 18 meses trabajando con mujeres del municipio de Manatí, en el departamento de Atlántico.
En este municipio 5 733 mujeres se vieron afectadas por las inundaciones. Tuvieron que reconstruir sus vidas enteras en un Manatí ya no podían reconocer. El equipo del proyecto trabajó con las mujeres para descubrir cómo soportaron los efectos de las inundaciones, y para articular las redes de reciprocidad y solidaridad que se formaron en la comunidad. Sus hallazgos destacaron estrategias de resiliencia que la comunidad utilizó para responder al acontecimiento extremo. Los investigadores sugirieron que estrategias similares podrían utilizarse con el fin de informar acciones del gobierno para reducir o gestionar el riesgo de desastres. También concluyeron que es importante considerar el género en la planificación frente a desastres, porque mujeres y hombres a menudo desempeñan funciones muy diferentes y porque, de media, los desastres matan más a las mujeres.

### Gobernanza
El enfoque DRR requiere redefinir la función del gobierno. Generalmente se acepta que los gobiernos nacionales deben ser actores principales en la DRR: tienen el deber de garantizar la seguridad de los ciudadanos, los recursos y la capacidad de aplicar DRR a gran escala, un mandato para dirigir o coordinar el trabajo de otros, y crean los necesarios marcos legislativos y de políticas. Estas políticas deben ser coherentes con los programas. Hace falta más investigación sobre por qué algunos gobiernos son más exitosos que otros en gestionar desastres. Todavía no hay consenso sobre qué impulsa los cambios en políticas y prácticas. Las cambiantes relaciones entre el gobierno central y otros actores constituyen otra área que requiere investigación.

### Rendición de cuentas y derechos
El principio de rendición de cuentas se halla en el núcleo de las genuinas asociación y participación para la DRR. Se aplica tanto a instituciones estatales —que se espera rindan cuentas través del proceso democrático— como al sector privado y a las organizaciones sin ánimo de lucro, no sometidos a control democrático. La rendición de cuentas es un tema emergente en DRR. A quienes principalmente se debería rendir cuentas es a las personas vulnerables a los peligros o que han sido afectadas por los desastres.
Muchas organizaciones de ayuda al desarrollo se están comprometiendo ahora a un enfoque "basado en los derechos". Esto tiende a abarcar los derechos humanos (los generalmente aceptados por los acuerdos internacionales) y otras posibilidades que una agencia crea que tendrían que ser reconocidas como derechos humanos. En tales contextos el lenguaje de los derechos puede utilizarse vagamente, con riesgo de confusión. La seguridad contra los desastres no se considera generalmente un derecho, aunque aparece reflejado en algunos códigos internacionales, normalmente de forma indirecta. La idea de un "derecho a la seguridad" se está tratando en algunos círculos.

### Políticas e inversión
En un estudio de junio de 2012, investigadores del Instituto de Desarrollo de Ultramar destacaron la necesidad de que los marcos de políticas internacionales que iban a acordarse en 2015 se centraran más en la administración del riesgo de desastres (DRM). Los costes económicos de los desastres están aumentando, pero la mayoría de la inversión en ayuda humanitaria se gasta actualmente en responder a los desastres, más que en gestionar sus riesgos futuros. Si este patrón continúa, argumentan los investigadores, entonces «gastar en reconstrucción y alivio se volverá insostenible.» Un mayor número de estudios, mayor compromiso político y diálogo entre todos los sectores que elaboran políticas serán necesarios para cambiar la insostenible manera actual de afrontar los desastres.
Otros artículos también destacan la necesidad de una fuerte perspectiva de género en las políticas de reducción del riesgo de desastres. Los estudios han mostrado que las mujeres son desproporcionadamente impactadas por los desastres. Tras el tsunami de 2004 en el océano Índico, 77 % y 72 % de las muertes en los distritos de Aceh del Norte y Aceh Besar, Indonesia, fueron femeninas. Y en la India, el 62 %. Un planteamiento sensible al género identificaría cómo los desastres afectan a mujeres, hombres, niñas y niños de manera diferente, y conformaría las políticas para responder a las vulnerabilidades, preocupaciones y necesidades concretas de las personas.

## Hacia el marco de Sendai
En marzo de 2015, el marco decenal de Hyogo llegó a su fin y fue reemplazado por el Marco de Sendai para la reducción del riesgo de desastres, que establece 4 prioridades: comprender el riesgo de desastres, fortalecer la gobernanza del riesgo de desastres para una mejor gestión, invertir en la reducción de riesgo de desastres para una mayor resiliencia y aumentar la preparación frente a desastres para responder mejor a ellos y para una mejor recuperación, rehabilitación y reconstrucción. Para apoyar la valoración del progreso hacia la consecución de un menor riesgo de desastres, se han acordado 7 objetivos globales, que se detallan en el artículo principal.
El documento de Sendai fue el resultado de 3 años de conversaciones, apoyadas por la Oficina de las Naciones Unidas para la Reducción del Riesgo de Desastres, durante los cuales países miembros de la ONU, ONG y otros actores pidieron una versión mejorada del existente marco de Hyogo.
La preparación frente a las emergencias presenta un gran potencial transformador, porque requiere sistemas nacionales sostenibles y operativos que reducirán el coste de la respuesta de plazo largo y aliviarán la carga creciente en el sistema humanitario. Sin embargo esta preparación se encuentra en gran parte infrafinanciada. Donde la financiación existe, es compleja, fragmentada y desorganizada. Particularmente en lo que se refiere a la contribución internacional, con varias instituciones separadas, mecanismos y planteamientos que definen a dónde se dirige el dinero y cómo se gasta. Un informe del Instituto de Desarrollo de Ultramar sugiere que, si bien mejorar la financiación existente supondría ventajas, no es suficiente con simplemente reforzar el sistema actual. Los cambios incrementales dejarían lagunas y se debería considerar una solución global para mejorar a largo plazo la reducción del riesgo de desastres.

## Principales conferencias y talleres internacionales
Con el aumento del interés por los desastres y su gestión, se celebran muchos talleres y conferencias sobre este tema, desde el nivel local hasta el mundial. Las conferencias internacionales regulares incluyen:
- La conferencia anual de la Sociedad Internacional para la Gestión de Emergencias (TIEMS).
- La conferencia internacional sobre desastres y riesgos (IDRC) y sus talleres, celebrados anualmente desde 2006 en Davos, Suiza, los años pares, y, los años impares, en otras ubicaciones.
- Las reuniones del Comité Internacional de Investigación sobre Desastres (IRCD por sus siglas en inglés), celebrados como parte del congreso mundial de Asociación Sociológica Internacional.

## Publicaciones importantes
- Hacia la resiliencia: una guía para la reducción del riesgo de desastres y la adaptación al calentamiento mundial
- Estudios sobre puntos negros para los desastres naturales - Banco Mundial
- Informe de Desastres mundiales 2006, IFRC
- Conocimientos indígenas para la reducción del riesgo de desastres UNISDR
- Construyendo resiliencia de abajo a arriba en las Maldivas Archivado el 11 de julio de 2018 en Wayback Machine. - Naciones Unidas
- Palabras en acción UNISDR
- Viviendo con riesgo UNISDR
- Informe de la UNISDR sobre Asia y el Pacífico
- Notas del Banco Mundial para escuelas más seguras
- Guía para integrar la reducción del riesgo de desastres en la CCA y UNDAF UNDG

- Datos: Q5281359